# 80th Birthday Stadium
80th Birthday Stadium – wielofunkcyjny stadion w Nakhon Ratchasima, w Tajlandii. Został wybudowany w latach 2005–2007. Pojemność stadionu wynosi 20 141 widzów. Nazwa obiektu symbolizuje 80. rocznicę urodzin króla Tajlandii, Bhumibola Adulyadeja, która przypadła na 5 grudnia 2007 roku. Swoje spotkania na stadionie rozgrywają piłkarze klubu Nakhon Ratchasima FC (klub przeprowadził się na obiekt w 2008 roku, poprzednio występując na stadionie Centralnym). Obiekt był także główną areną Igrzysk Azji Południowo-Wschodniej 2007.